# Просторова дисперсія
Просторова дисперсія — явище нелокального відгуку фізичної системи на зовнішнє електромагнітне поле.
Діелектрична поляризація речовини в певній точці залежить не лише від миттєвого значення зовнішнього електричного поля, а й від значення цього поля в попередні моменти часу в даній та сусідній точках.
У випадку лінійного відгуку просторово однорідного середовища можна записати загальну формулу:
{\displaystyle \mathbf {P} (t,\mathbf {r} )=\int _{0}^{\infty }dt^{\prime }\int _{V}d^{3}\mathbf {r} ^{\prime }{\hat {\alpha }}(t-t^{\prime },\mathbf {r} -\mathbf {r} ^{\prime })\mathbf {E} (t^{\prime },\mathbf {r} ^{\prime })},
де {\displaystyle \mathbf {P} } — вектор поляризації, {\displaystyle \mathbf {E} } — вектор напруженості електричного поля.
Просторова дисперсія призводить до того, що в загальному випадку діелектрична проникність, а отже і швидкість поширення електромагнітної хвилі в середовищі, залежить не лише від частоти, а й від довжини хвилі:
{\displaystyle \varepsilon =\varepsilon (\omega ,\mathbf {k} )},
де {\displaystyle \mathbf {k} } — хвильовий вектор.
Для більшості фізичних систем просторова дисперсія є незначним ефектом, оскільки довжини електромагнітних хвиль набагато більші за відстань між атомами. Завдяки цьому електричне поле електромагнітної хвилі в околі атомів можна вважати однорідним, тож сусідні атоми реагують на нього схожим чином.
Проте просторова дисперсія стає важливою в області частот, близьких до частот оптичних переходів у речовині. В цьому випадку взаємодія електромагнітної хвилі з речовиною сильна, що призводить до росту діелектричної проникності й зменшення довжини хвилі. Якщо довжина електромагнітної хвилі стає сумірною з довжиною інших хвиль, що можуть розповсюджуватися в речовині (наприклад, фононів або екситонів), тоді просторовою дисперсією знехтувати неможливо.
Наслідком просторової дисперсії стає існування змішаних хвиль поляритонів.